# Scammon Bay
Scammon Bay is een plaats (city) in de Amerikaanse staat Alaska, en valt bestuurlijk gezien onder Wade Hampton Census Area.

## Demografie
Bij de volkstelling in 2000 werd het aantal inwoners vastgesteld op 465.
In 2006 is het aantal inwoners door het United States Census Bureau geschat op 502, een stijging van 37 (8,0%).

## Geografie
Volgens het United States Census Bureau beslaat de plaats een oppervlakte van
1,6 km², geheel bestaande uit land.

## Plaatsen in de nabije omgeving
De onderstaande figuur toont nabijgelegen plaatsen in een straal van 104 km rond Scammon Bay.